# Poucharramet
Poucharramet (okzitanisch: Pojarramet) ist eine französische Gemeinde mit 968 Einwohnern (Stand: 1. Januar 2022) im Département Haute-Garonne in der Region Okzitanien (zuvor Midi-Pyrénées). Sie gehört zum Arrondissement Muret und zum Kanton Cazères. Die Bewohner werden Poucharramétois(es) genannt.

## Geographie
Durch die Gemeinde, die etwa 13 Kilometer südwestlich von Muret und etwa 30 Kilometer südwestlich von Toulouse liegt, fließt der Touch. Umgeben wird Poucharramet von den Nachbargemeinden Sainte-Foy-de-Peyrolières im Norden und Nordwesten, Cambernard im Norden, Lherm im Osten und Nordosten, Bérat im Süden sowie Rieumes im Westen.

## Bevölkerungsentwicklung
| Jahr                       | 1962 | 1968 | 1975 | 1982 | 1990 | 1999 | 2006 | 2013 | 2020 |
| Einwohner                  | 524  | 504  | 560  | 621  | 649  | 680  | 795  | 844  | 956  |
| Quellen: Cassini und INSEE |      |      |      |      |      |      |      |      |      |

## Sehenswürdigkeiten
- Kirche Saint-Martin aus dem 13. Jahrhundert, für den Johanniter-Orden errichtet, Monument historique
- Komtur von Poucharramet

Kirche St. Martin in Poucharramet
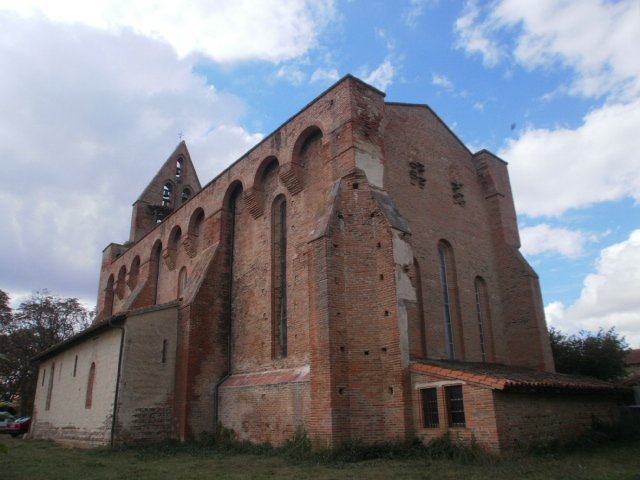
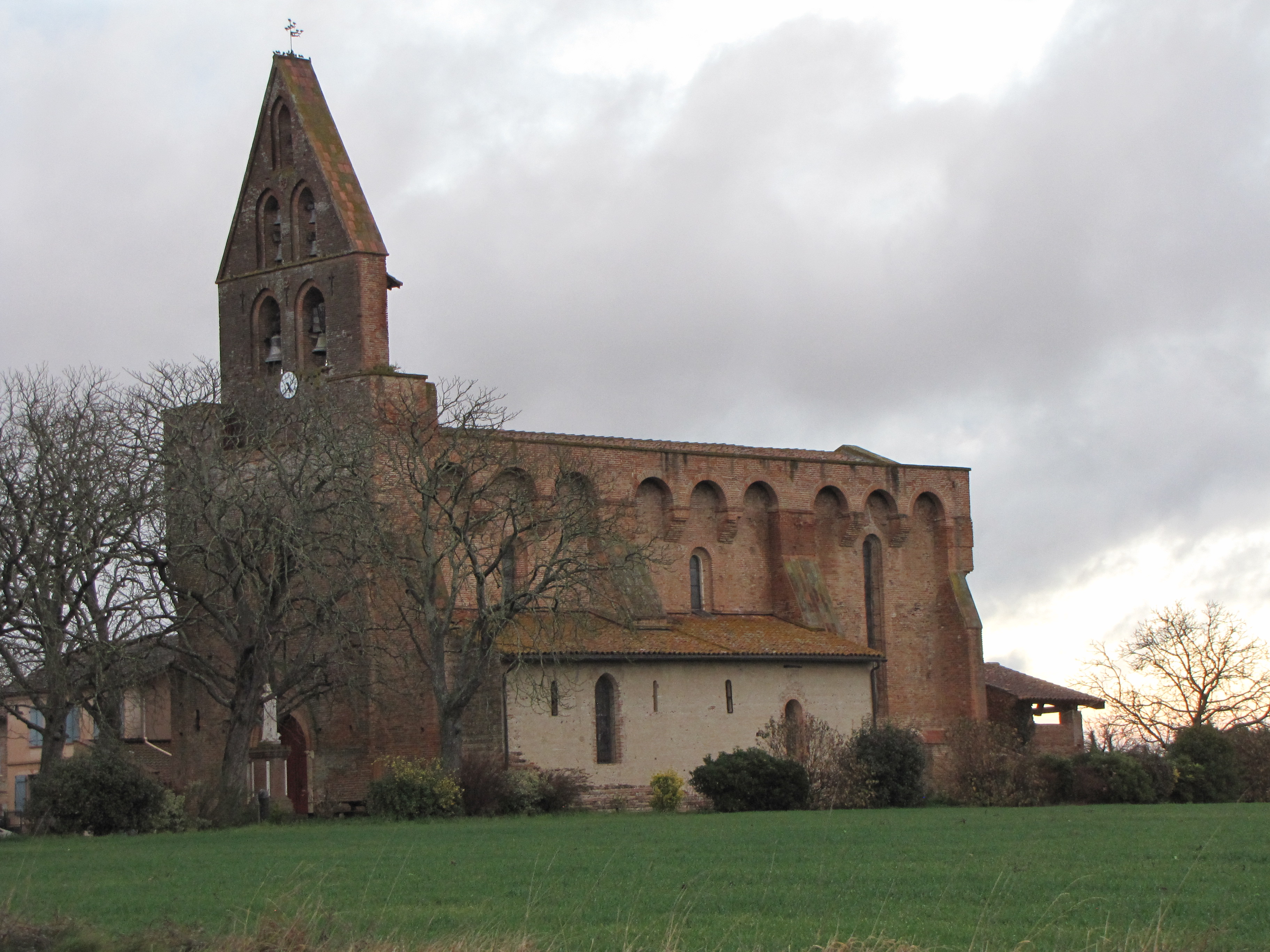
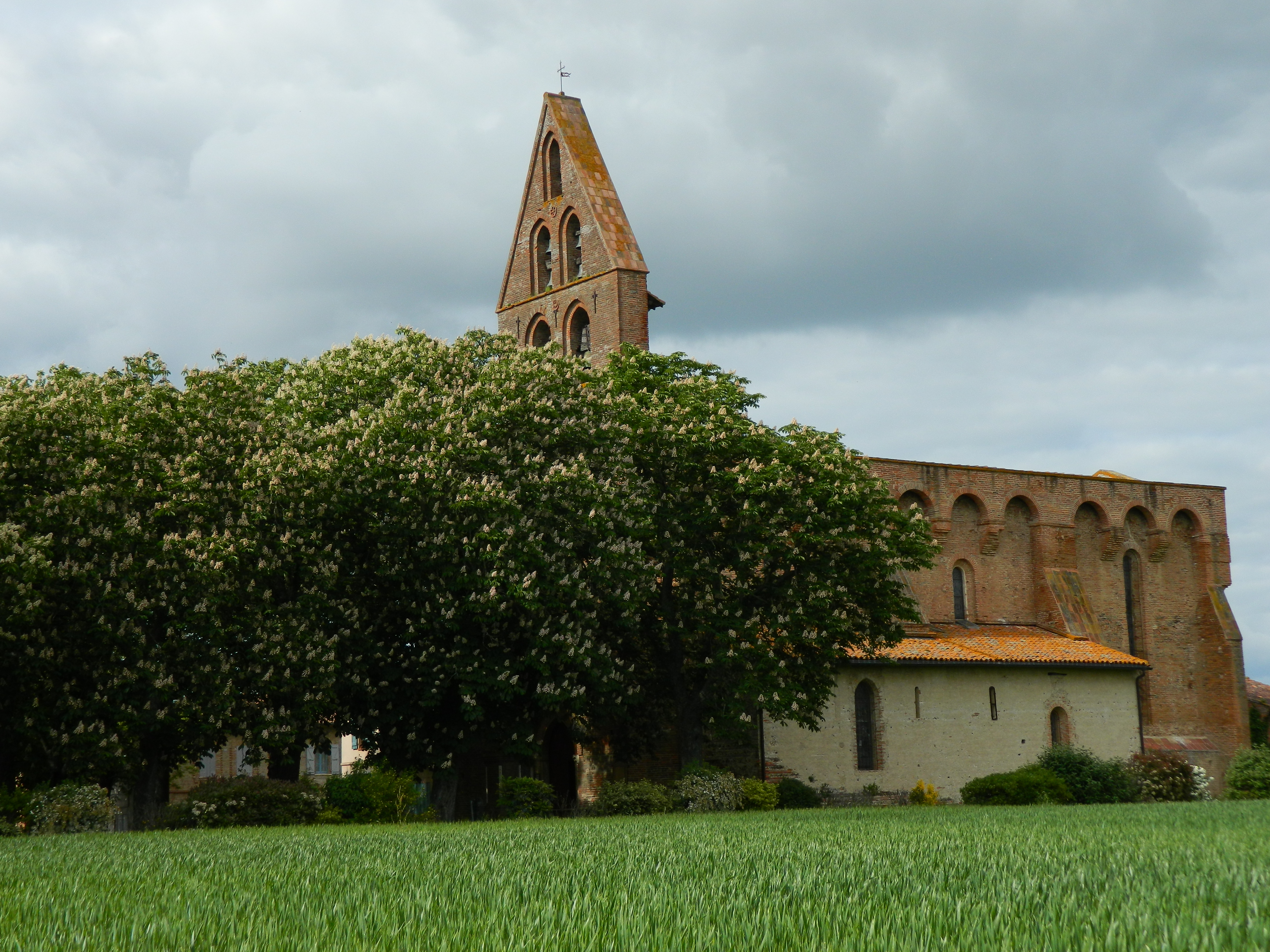